# Macuarima
Macuarima – miejscowość (plaats) i strefa (zone) w regionie Santa Cruz w środkowej części kraju autonomicznego Aruba, należącego do Holandii, w Ameryce Południowej. 1 stycznia 2020 r. liczyła 2304 mieszkańców.

## Podział administracyjny
W skład strefy wchodzi jedna miejscowość:
- Macuarima

## Demografia
Strefa liczy 2304 mieszkańców (1 stycznia 2020).
| Kobiety | Mężczyźni |
| ------- | --------- |
| 1096    | 1208      |